# MAN F90
MAN F90 — крупнотоннажный грузовой автомобиль, выпускавшийся компанией MAN в период с 1986 по 1994 год. Автомобиль получил премию «Грузовик 1987 года».

## История
В 1986 году началось производство автомобилей MAN F90 полной массой более 18 тонн. Автомобили имели рядные 6-цилиндровые двигатели с турбонаддувом и промежуточным охлаждением мощностью от 150 до 360 л. с., многоступенчатые коробки, передние дисковые тормоза, антиблокировочную систему (АБС), ГМП и новые планетарные колёсные редукторы. Кабины отвечали новым требованиям безопасности и эргономики. Специальные исполнения Silent имели эластичную подвеску кабин и усиленную звукоизоляцию.